# Esowista Peninsula
Esowista Peninsula är en halvö i Kanada.   Den ligger i provinsen British Columbia, i den sydvästra delen av landet, 3 700 km väster om huvudstaden Ottawa.